# Itemiada
Itemiada je česká hra z roku 1985. Jedná se o plošinovku vycházející ze hry Jet Set Willy. Jedná se, spolu s Maglaxians, o jednu z prvních her, kterou vytvořil Miroslav Fídler (Cybexlab Software).
Hráč ovládá postavičku, která musí v herním světě o 30 obrazovkách najít 11 blikajících předmětů. Poté se musí dostat do místa označeného jako finish. V každé místnosti jsou pohybující předměty, které hráče při dotyku zabíjí.